# Mas de l'Anguera (l'Albiol)
El Mas de l'Anguera o Mas d'Anguera, és un mas del municipi de l'Albiol que és inclòs a l'Inventari del Patrimoni Arquitectònic de Catalunya. A uns 200 metres del mas, i situada en un collet per on passa l'antic camí de Reus a Prades (marcat com a GR-172, variant del GR-7), hi ha l’ermita del Mas d'Anguera, dedicada a la Immaculada Concepció.
És un mas format per un cos principal amb diverses reformes i afegitons. La part més antiga està bastida amb paredat, i la resta té reforços de rajoles i maons. Les façanes estan arrebossades. En el primer pis, damunt la porta, una mica desplaçada, hi ha una mena d'espitllera defensiva. La part més moderna és la que es fa servir per residència temporal, amb un dipòsit d'aigua a la teulada. El portal principal presenta un arc carpanell.

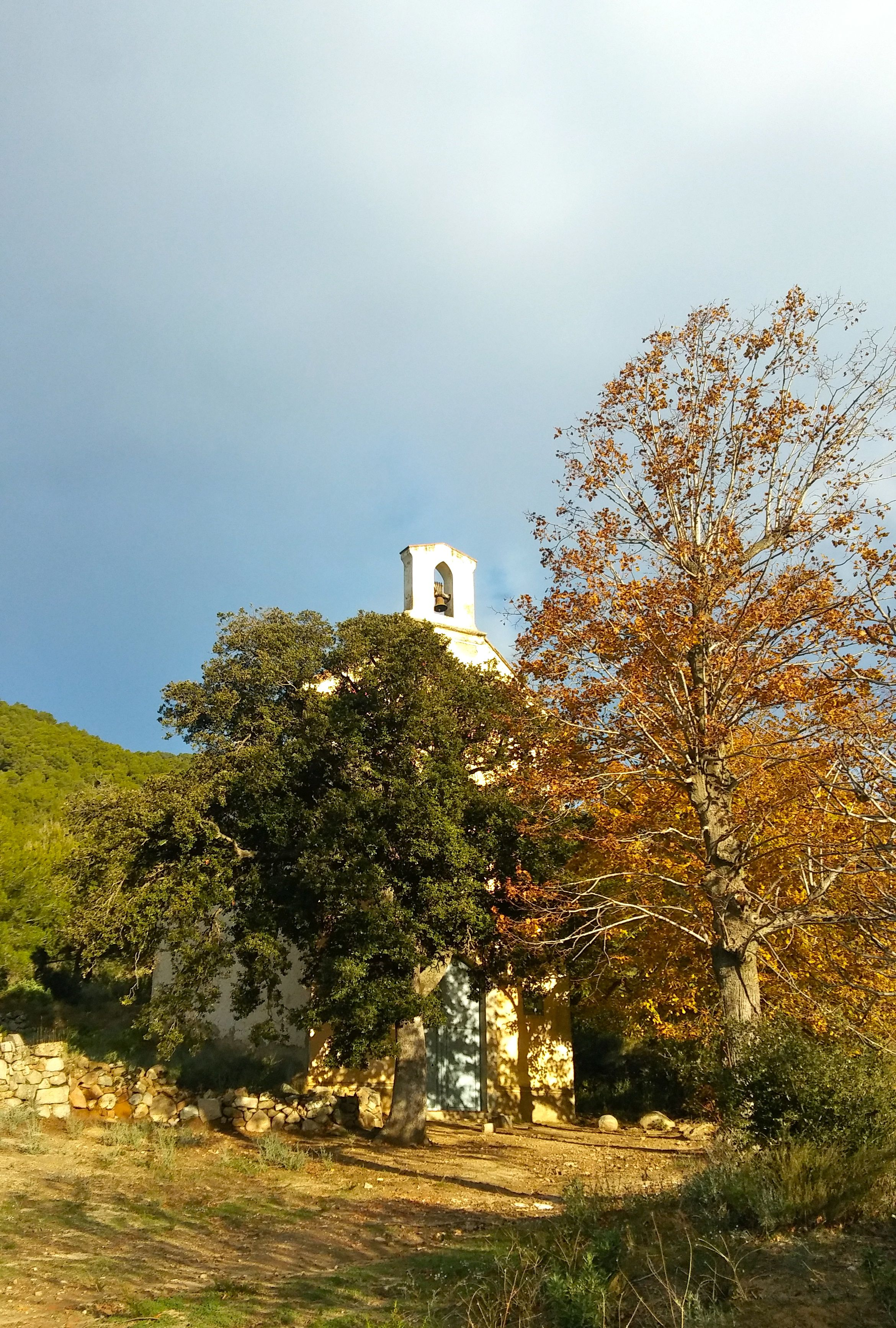
Ermita del Mas de l'Anguera al terme de l'Albiol

Hom pot trobar documents referents a Lo Mas de N'Anguera (segles xv, xvi i xvii) o de Na Anguera (1677), trobant-se la grafia "Enguera" ja al segle xiv. L'any 1584 hom esmenta els Angueres, germans copropietaris del mas. Un cadastre esmenta el mas l'any 1733. Com a partida, consta l'any 1716. Les seves terres es troben repartides pels termes d'Albiol i Aleixar. Segons el cadastre de 1733, posseïa 112 jornals. Un document parla que "Antiquitus erant duae mansiae separatae quarum altera dicebatur lo mas den Marcho, et altera lo mas den Camus, quae nunc est diruta". L'any 1495 era propietat de Joan Anguera (que dona origen al topònim). El 1553 era dels descendents Bartomeu i Antoni Anguera. Més tard, el mas i les terres passarien a mans d'uns Roig, Masdeu (segle XVII), Prats (segle xviii) i Viló (segle xix).